# Ernesto Brambilla

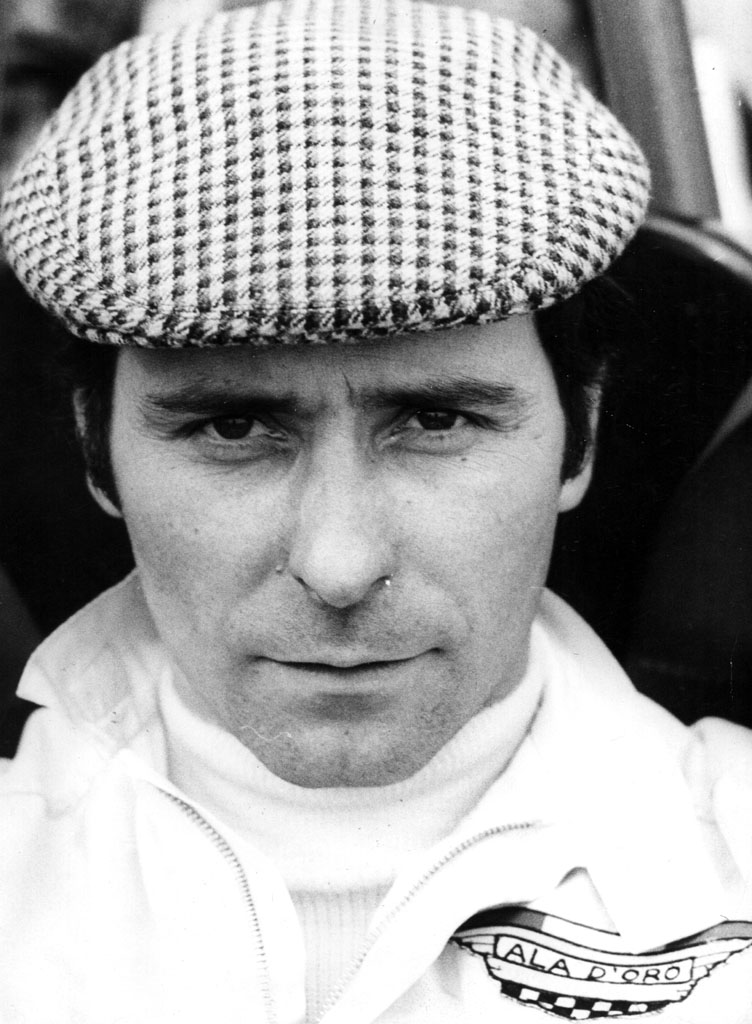
Ernesto Brambilla (1968)

Ernesto „Tino“ Brambilla (* 31. Januar 1934 in Monza, Italien; † 3. August 2020) war ein italienischer Rennfahrer. Manche Quellen geben 1931 als Geburtsjahr an.

## Karriere

### Motorradsport
Ernesto Brambilla begann seine Rennfahrer-Karriere auf Motorrädern. Beim Großen Preis von Deutschland für Motorräder belegte er 1959 in der 350-cm³-Klasse den dritten Platz auf MV Agusta. 1961 wurde er auf Bianchi Italienischer 500-cm³-Meister.

### Automobilsport
Nach einem Unfall stieg Ernesto Brambilla in den Monoposto-Rennsport um. Erwähnenswert ist der Gewinn der italienischen Formel-3-Meisterschaft 1966. Im Jahr 1968 erreichte er in der Europa-Trophäe für Formel-2-Fahrer (dem Vorgänger der Formel-2-Europameisterschaft) in der Gesamtwertung den dritten Platz hinter Jean-Pierre Beltoise und Henri Pescarolo. Brambilla siegte bei den Rennen in Hockenheim und Vallelunga. In der Europa-Trophäe 1969 wurde er in der Gesamtwertung noch einmal Achter, jeweils als Werksfahrer der Scuderia Ferrari.
In der Formel 1 versuchte sich Ernesto Brambilla zwei Mal. 1963 in Monza konnte er sich mit seinem Cooper-Maserati nicht qualifizieren. In der Saison 1969 trat er mit einem Ferrari wiederum in Monza an. Aber kurz vor dem Rennen hatte er einen Motorradunfall erlitten und seine Verletzungen behinderten ihn stark. Brambilla konnte sich zwar qualifizieren, da nur 16 Fahrer das Training aufnahmen. Aber die Schmerzen waren zu groß, so dass er das Rennen nicht aufnahm.
Ernestos Bruder Vittorio hatte in der Formel 1 mehr Erfolg. Er gewann 1975 den Grand Prix von Österreich.

## Statistik

### Einzelergebnisse in der Sportwagen-Weltmeisterschaft
| Saison | Team            | Rennwagen       | 1   | 2   | 3   | 4   | 5   | 6   | 7   | 8   | 9   | 10  | 11  | 12  | 13  | 14  | 15  | 16  | 17  | 18  | 19  | 20  |
| ------ | --------------- | --------------- | --- | --- | --- | --- | --- | --- | --- | --- | --- | --- | --- | --- | --- | --- | --- | --- | --- | --- | --- | --- |
| 1965   | Sergio Aguzzoli | Aguzzoli Condor | DAY | SEB | BOL | MON | MON | RTT | TAR | SPA | NÜR | MUG | ROS | LEM | REI | BOZ | FRE | CCE | OVI | NÜR | BRI | BRI |
| 1965   | Sergio Aguzzoli | Aguzzoli Condor |     | DNF |     |     |     |     |     |     |     |     |     |     |     |     |     |     |     |     |     |     |
| 1971   | Wicky Racing    | Porsche 908     | BUA | DAY | SEB | BRH | MON | SPA | TAR | NÜR | LEM | ZEL | WAT |     |     |     |     |     |     |     |     |     |
| 1971   | Wicky Racing    | Porsche 908     |     | 10  |     |     |     |     |     |     |     |     |     |     |     |     |     |     |     |     |     |     |